# 喜盐草
喜盐草（学名：Halophila ovalis），又名喜鹽草或，为水鳖科喜盐草属的海生植物种，主要分布於印度洋至太平洋的熱帶區域，但在溫帶的日本本州東側外海、副熱帶的琉球群島，以及熱帶大西洋海域也有發現。其葉片相對寬圓，呈卵形，因而得名。